# Charles Mutin
Charles Mutin (7 de abril de 1861 en Saint-Julien-sur-Suran, Jura - 29 de mayo de 1931, París) fue un organero francés, sucesor del famoso Aristide Cavaillé-Coll, aunque a partir de 1910 los órganos comenzaron a ser construidos con la leyenda Mutin-Cavaillé-Coll, lo cierto es que Mutin ya había comenzado a dirigir la firma años antes en 1898. Durante su carrera, Mutin construyó más de 300 órganos para diferentes sitios religiosos, además instaló varios instrumentos para salas privadas. También realizó más de 250 reparaciones.

## Biografía
Charles Mutin nació el 7 de abril de 1861 en Saint-Julien-sur-Suran, Jura, perdió a su padre antes de cumplir tres años, su madre lo llevó a él y a sus dos hermanas a París, luego de finalizada la Guerra franco-prusiana, donde fue aprendiz de Aristide Cavaillé-Coll desde 1875. Entró en la firma Cavaillé-Coll en donde Joseph Koenig, uno de los armonizadores de la firma, se hizo cargo de su formación. Posteriormente se casó con Eugénie Crespin, originaria de Falaise, y se instaló en Caen donde creó su primer taller de construcción de órganos. El primer instrumento en el que trabajó Mutin fue el órgano de la Abadía de los Hombres de Caen.
Siguieron instrumentos para Lure (1889-1890), Santa Catalina, Honfleur (1890) San Julián, Caen (1894); Nuestra Señora, Orbec (1895); Nuestra Señora del Buen Socorro, Trouville (1895); y Santa Ana, Vire (1896), entre otros. Mutin era fiel seguidor del estilo de construcción de órganos de Cavaillé-Coll. Cuando Cavaillé-Coll a los 87 años ya no pudo continuar con el negocio, su apoyo ayudó a Mutin para adquirir la firma el 18 de junio de 1898, en ese momento la empresa se encontraba en una situación económica difícil. Tras sanear con éxito las cuentas de la compañía, construyó varios cientos de instrumentos antes de ceder la actividad a Auguste Convers el 19 de marzo de 1924. Si bien a partir de 1910 los órganos comenzaron a ser construidos con la leyenda Mutin-Cavaillé-Coll, lo cierto es que Mutin ya había comenzado a dirigir la firma años antes en 1898.
La presentación del órgano en la Exposición Universal de 1900 fue su primer éxito, el instrumento en la actualidad se encuentra en la Gran Sala del Conservatorio Tchaikovsky de Moscú. El proyecto fue iniciado por Cavaillé-Coll, pero fue Mutin quien aseguró su finalización e instalación.
Aunque ocasionalmente utilizaba mecanismos neumáticos o eléctricos, seguía siendo partidario de los mecanismos mecánicos con levas Barker. Mutin no tuvo la misma orientación comercial que su antecesor, aunque había saneado positivamente a la empresa, con frecuencia, dependiendo del presupuesto disponible, ciertos aspectos en función de ello podía variar en el resultado final del instrumento, en particular su fineza tonal, esto provocó apreciaciones negativas, y trajo alteraciones en los órganos por parte de las generaciones posteriores.
Entre los órganos más importantes construidos bajo su mandato de la firma Cavaillé-Coll se incluyen un órgano en la casa de Alexandre Guilmant en Meudon (1899), el instrumento del Conservatorio de Moscú (1900, 50 registros), la sala de conciertos de la Schola Cantorum de París (1902) y el de St. Pierre, Douai en 1922, construido originalmente entre 1910 y 1914 y destinado al Conservatorio de San Petersburgo, pero su entrega se detuvo con el estallido de la Primera Guerra Mundial y la Revolución rusa. Mutin también trasladó el gran órgano Cavaillé-Coll del Barón de l'Espée en Biarritz (1898) a la Basílica del Sagrado Corazón de París (1919). En 1912 construyó e instaló en 1915 el instrumento más grande de la firma instalado fuera de Francia, el órgano de la Basílica del Santísimo Sacramento, ubicado en Buenos Aires, Argentina, de 73 registros y con 4980 tubos. Es aún en la actualidad el órgano más grande en Argentina.
Mutin vendió la fábrica de Cavaillé-Coll en 1924 a Auguste Convers, al año siguiente de la entrega del gran órgano de la iglesia de Saint-Martin, que fue una de sus últimas realizaciones.